# Anché (Vienne)
Anché település Franciaországban, Vienne megyében. Lakosainak száma 329 fő (2022. január 1.). Anché Champagné-Saint-Hilaire, Marnay, Vivonne, Voulon és Valence-en-Poitou községekkel határos.

## Népesség
A település népességének változása:
| Lakosok száma | 352  | 351  | 350  | 340  | 340  | 338  | 340  | 334  | 329  |
|               | 2013 | 2015 | 2016 | 2017 | 2018 | 2019 | 2020 | 2021 | 2022 |